# Lac Untersee
Le lac Untersee (allemand : Untersee, « lac inférieur ») également connu sous le nom de lac Unter-See est le plus grand lac d'eau douce d'Antarctique oriental. Il mesure approximativement 6,5 km de long, 2,5 km de large et est constamment recouvert de glace dont l'épaisseur moyenne est de 3 m en été. Le lac est retenu par le glacier Anuchin qui l'alimente et n'a pas de déversoir. L'eau ne disparaît donc que par évaporation et par ablation de la couche de glace.
L'eau du lac est particulière avec un pH élevé, compris entre 9,8 et 12,1, une sursaturation où l'oxygène se dissout dans l'eau (150 %) et une très faible productivité primaire. La température de l'eau varie entre 0,5 °C et 5 °C. Les sédiments du lac produisent plus de méthane que n'importe quelle autre étendue d'eau de la planète.
Le lac fut découvert pour la première fois par la troisième expédition allemande en Antarctique (1938-1939).
En 2008, une expédition sous la direction de Richard Hoover du centre de vol spatial Marshall de la NASA utilisa le lac pour ses recherches sur la vie extraterrestre. En effet, la situation du lac reproduit de manière très proche les possibles conditions existant sur d'autres planètes qui possèdent de la glace et du méthane. Ainsi, si la vie est trouvée dans le lac, il existera de fortes probabilités que des formes de vie similaires existent ailleurs dans l'espace. L'expédition trouva plusieurs nouvelles espèces de micro-organismes extrêmophiles dans l'eau du lac et notamment un lithotrophe qui métabolise l'hydrogène.